# Garrett Eckbo
Garrett Eckbo (28 de noviembre de 1910-14 de mayo de 2000) fue un arquitecto de paisaje estadounidense que destaca por su seminal libro de 1950 Paisaje para Vivir.

## Juventud
Nació en Cooperstown, Nueva York, de Axel Eckbo, un empresario, y de Theodora Munn Eckbo. En 1912, la familia se mudó a Chicago, Illinois. Después de que los padres de Eckbo se divorciaron, él y su madre se mudaron a Alameda, California, donde tuvieron problemas financieros mientras crecía. Después de que Eckbo se graduara de la escuela secundaria en 1929, sintió falta de ambición y dirección y se fue a vivir con un rico tío paterno, Eivind Eckbo, en Noruega. Fue durante su estancia en Noruega que comenzó a centrarse en su futuro. Una vez que regresó a los EE. UU., trabajó durante varios años en diversos trabajos, ahorrando dinero para poder asistir a la universidad.

## Formación
Después de asistir al Marin Junior College durante un año, se matriculó en la Universidad de California, Berkeley, donde se especializó en arquitectura de paisaje.
Mientras Eckbo estaba en Berkeley, fue influenciado por dos de los miembros de la facultad, H. Leland Vaughan y Thomas Church, quienes lo inspiraron para ir más allá del estilo formal de bellas artes que era popular en ese momento. El movimiento de Bellas Artes se define como cuidadosamente planificado, ricamente decorado e influenciado por el arte y la arquitectura clásicos. Eckbo se graduó con un B.S. en arquitectura de paisaje en 1935 y posteriormente trabajó en Armstrong Nurseries en Ontario, cerca de Los Ángeles, donde diseñó unos cien jardines en menos de un año. Después de trabajar en The Nurseries, se mostró inquieto para expandir sus horizontes creativos y entró en la Graduate School of Design de la Universidad de Harvard a través de un concurso de becas, que ganó.
Al comenzar sus estudios en Harvard, Eckbo descubrió que el plan de estudios seguía el método de Bellas Artes y era similar al de Berkeley, pero estaba más rígidamente arraigado. Eckbo, junto con sus compañeros Dan Kiley y James Rose resistieron y comenzaron a "explorar la ciencia, la arquitectura y el arte como fuentes para un diseño de paisaje moderno". Eckbo comenzó a tomar clases de arquitectura con el antiguo director de la Bauhaus, Walter Gropius, quien era entonces jefe del departamento de arquitectura mientras continuaba tomando clases en el departamento de arquitectura del paisaje. Gropius y Marcel Breuer presentaron a Eckbo la idea del rol social en la arquitectura, el vínculo entre la sociedad y el diseño espacial.
Eckbo también fue influenciado por los trabajos de varios pintores abstractos, incluidos Wassily Kandinsky, László Moholy-Nagy y Kasimir Malevich. Eckbo transmitiría una sensación de movimiento en sus diseños mediante el acodo y la acumulación de plantas inspiradas en las pinturas de estos artistas.

## Trabajo profesional

### Oficina de San Francisco de la Administración de Seguridad Agraria. 1939-1946
Después de recibir su título de MLA de Harvard en 1938, Eckbo regresó a California, donde trabajó en la Oficina de San Francisco de la Administración de Seguridad Agraria. Diseñó campamentos para los trabajadores agrícolas migrantes en el Valle Central de California. Aplicó sus ideas modernistas a estos campos tratando de mejorar los entornos de vida de los trabajadores. "'The Grapes of Wrath' fue nuestra biblia", dijo sobre la novela de 1939 de John Steinbeck sobre los campesinos dislocados por el dust bowl." La F.S.A. fue una experiencia notable porque tenía la atmósfera realmente creativa que puede tener una agencia pública si no se ve inhibida por alguna fuerza frustrante".
Esas grandes plantaciones organizadas de olmos, álamos, moras, sicomoros chinos y otras especies resistentes se suavizaron con magnolias, robles y olivos para dar sombra y almendros y ciruelos para dar color. El arquitecto paisajista no ve nada extraordinario acerca de tener tanto cuidado con los desposeídos. "Eras consciente de los problemas sociales que existían, e intentabas pensar en formas de mejorarlos", dijo.
Durante la Segunda Guerra Mundial, la agencia cambió su enfoque a la vivienda para los trabajadores de defensa. El Sr. Eckbo diseñó planes de alojamiento para 50 asentamientos de este tipo en la costa oeste.
Pero la paz trajo una actitud pública diferente. "Había productos que queríamos comprar, cosas que queríamos hacer, una gran salida de energía, demanda y deseo. La prosperidad es mala para la moral", dijo. "Nos hace codiciosos".
Eckbo tuvo una intervención líder en la planificación de lo que muchos académicos consideran el mejor esquema de subdivisión del período de la posguerra, la Cooperativa de Vivienda de 256 acres cerca de Palo Alto. Pero el proyecto nunca se realizó completamente sin la financiación de la Autoridad Federal de Vivienda, que probablemente se retuvo porque la comunidad estaba integrada racialmente.
En 1940 Eckbo se unió a su cuñado, Edward Williams para formar la firma Eckbo y Williams. Cinco años después, Robert Royston se unió a la empresa.

### Etapa en Los Ángeles. 1946-1963
En 1946 Eckbo se reubicó en Los Ángeles para aprovechar sus crecientes oportunidades para la práctica privada. Nunca puritano, se lanzó con entusiasmo a definir el paisaje de un nuevo sueño americano. "L.A. es más grande, más flexible, un lugar de movimiento más libre socialmente que el Área de la Bahía", dijo. "Los años que pasé allí fueron lo mejor de mi vida profesional".
El entusiasmo de Eckbo por experimentar durante la década de 1950 se resumió en su diseño teatral de piscinas de Beverly Hills para el propietario de Cole of California, la compañía de trajes de baño.
En otros proyectos, Eckbo avanzó en el modo Californiano por excelencia de combinar la vida interior y exterior, la recreación informal y el uso flexible del espacio. "En la profesión del paisaje", explicó Eckbo, "los pequeños jardines no se ven como nuestra mayor aspiración. Si puedes hacer un parque de 50 acres, debe ser más importante. Pero para mí, el jardín privado siempre ha sido un laboratorio para desarrollar nuevas ideas y conceptos. Cualquier familia que tenga un patio trasero de un cuarto de acre tiene un proyecto real. Cualquier mejora de cualquier espacio es un paso adelante".
Muchos de los jardines de Eckbo acompañaron al conocido diseño de la vivienda de los arquitectos modernos, incluidos Raphael Soriano, Richard Neutra, Craig Ellswood, Joseph Allen Stein, A. Quincy Jones y Robert Alexander (incluido Orange Coast College y fueron fotografiados por Julius Shulman.
En 1956, la Aluminium Company of America (ALCOA) le pidió a Eckbo que creara un jardín con grandes cantidades de aluminio, para fines publicitarios de la empresa. El aluminio había sido ampliamente utilizado durante los años de la guerra como un componente en la fabricación de aviones, pero ALCOA también estaba interesado en promover el uso del metal en tiempo de paz.

### Regreso a Berkely en 1963. Planificación en California y proyectos internacionales
En 1963 regresó a Berkeley para dirigir el departamento de arquitectura del paisaje donde había sido estudiante.
La firma de Eckbo, Royston y Williams diseñó cientos de proyectos que incluyen jardines residenciales, desarrollos comunitarios planificados, plazas urbanas, iglesias y campus universitarios.
Con el tiempo formaría la firma Eckbo, Dean, Austin y Williams en 1964, que en 1973 adoptó oficialmente el apodo, EDAW. Guiada por una visión progresiva del papel de liderazgo de la arquitectura del paisaje, EDAW se involucró en la planificación sostenible a escala regional ya en la década de 1960, cuando la empresa creó el Plan del espacio abierto metropolitano urbano de California para el Estado.
En un período de la historia en que la expansión suburbana estaba en ascenso, el plan de espacio abierto de EDAW para el estado de California fue tan innovador como provocativo. La sola idea de un "plan de espacio abierto" era novedosa. La firma elaboró planes para preservar espacios abiertos en peligro de invasión en las franjas de las áreas más grandes de Los Ángeles, San Diego, Palm Springs, San Francisco Bay y Lake Tahoe. Además de las tierras protegidas del condado, estatales y federales que existían en ese momento, el plan de EDAW identificó otros 330.000 acres para protección. En un lenguaje fuerte, advirtió contra el automóvil y predijo la crisis climática. "Se necesita una nueva actitud ética sobre el uso de la tierra", entonó el informe de EDAW, "con el fin de proteger el medio ambiente para el beneficio de todos".
EDAW también comenzó a trabajar a nivel internacional, con proyectos en Nueva Delhi, India (Lodi Park y Ford Foundation Headquarters) y Osaka, Japón (Civic Center), entre otros lugares en todo el mundo. Eckbo dijo: "el diseño debe ser dinámico, no estático. El diseño debe ser lineal, no axial. El diseño debe ser tridimensional, las personas viven en volúmenes, no en planos".
El crecimiento en la empresa continuó a buen ritmo en los años setenta y ochenta, con nuevas oficinas satélites en Alexandria, Virginia y Atlanta, Georgia. En 1979 Eckbo dejó EDAW, la empresa que ayudó a fundar. EDAW fue adquirida por AECOM Technology Corporation en 2005, cuyo trabajo se esfuerza continuamente para incluir el trabajo interdisciplinario y vincular los objetivos ambientales y sociales para mejorar la calidad de vida.
Dejando la firma en 1979, Eckbo formó primero la firma Garrett Eckbo and Associates y finalmente Eckbo Kay Associates con Kenneth Kay.
Eckbo murió el 14 de mayo de 2000 después de un derrame cerebral.

## Profesorado
Eckbo enseñó en la Escuela de Arquitectura de la Universidad del Sur de California desde 1948-56. Entre sus alumnos se encontraba el arquitecto Frank Gehry. Gehry acredita a Eckbo y Simon Eisner, que le enseñaron planificación urbana, al alentarlo a seguir sus "inclinaciones políticas favorables al liberalismo" y postularse a la Escuela de Postgrado de Harvard para el trabajo de postgrado en planificación urbana: "también sabían que no estaba interesado en hacer las casas de los hombres ricos y que estaría más inclinado emocionalmente hacia la vivienda y la planificación de bajo costo".
Fue el presidente del Departamento de Arquitectura del Paisaje de UC Berkeley en el periodo 1963-69.
Las técnicas de investigación social, medioambientales, y paisajísticas de Eckbo han seguido ejerciendo influencia internacionalmente a través de la práctica de las firmas que fundó, incluidos las firmas EDAW / AECOM y los estudiantes internacionales de UC Berkeley, como el arquitecto y paisajista mexicano Mario Schjetnan.
A petición del Instituto de Estudios Gubernamentales de la Universidad de Berkeley, Eckbo escribió "Paisaje público", clasificando los éxitos y fracasos arquitectónicos y de planificación de la arena pública.

## Reconocimientos
En 1964, fue elegido miembro de la Academia Nacional de Diseño como miembro asociado, y se convirtió en un académico completo en 1994. En 1968, firmó un manifiesto para rechazar pagos de impuestos en protesta contra el Guerra de Vietnam.
Recibió numerosos premios, incluido el del Distinguido Alumno de la Universidad de Diseño Ambiental de la Universidad de Berkeley en 1998, la Medalla de Honor de la Sociedad Estadounidense de Arquitectos Paisajistas en 1975, la Medalla de Oro de la Liga Arquitectónica de Nueva York en 1950 y el Premio al Mérito del Instituto Estadounidense de Arquitectos en 1953. En 1970, ganó un premio de mérito de la Sociedad Americana de Arquitectos Paisajistas por el Lodi Park en Nueva Delhi, India.
En 1997, el Museo de Arte UC Berkeley montó una exposición titulada "Garrett Eckbo: Paisaje para Vivir".

## Filosofía
A lo largo de la carrera de Eckbo, mantuvo su visión de la interacción entre el arte y la ciencia para crear entornos que fueran funcionales y habitables, manteniendo al mismo tiempo el enfoque social, ecológico y cultural del diseño.
"El arte emocionaliza el intelecto. La ciencia intelectualiza las emociones. Juntos, ponen orden en la naturaleza y libertad para el hombre", escribió en su libro de 1969, The Landscape We See.
"Hoy en día, uno encuentra el centro de la ciudad solo por el aumento de la altura de los edificios, el creciente clamor de luces y señales, y la creciente congestión del tráfico", escribió. "Todavía construimos templos y palacios y muchas otras estructuras espléndidas, pero se pierden en la jungla urbana moderna".
"A lo largo de los años he viajado mucho por todo el país", dijo en una entrevista a Martin Filler del New York Times, "y desde un avión parece que nadie sabía lo que estaban haciendo o donde están construyendo. Hay una ausencia casi total de comunidad física en los Estados Unidos hoy en día, sin una secuencia de conexiones y experiencias cualitativas. Lo que los arquitectos paisajistas hacemos es tratar de aportar algo de inteligencia a ese patrón".
El gran éxito del Sr. Eckbo al hacer justamente eso es evidente en los más de 1.000 esquemas muy variados que produjo para clientes que van desde trabajadores agrícolas migrantes en el Valle Central de California hasta Gary Cooper en Beverly Hills. Pero a pesar de su importante papel en la creación de un nuevo estilo distintivo de diseño paisajístico estadounidense durante los expansivos años de posguerra, cuando sus alegres e innovadores jardines fueron los equivalentes hortícolas de la arquitectura y los muebles de Charles y Ray Eames- Eckbo aún no es tan conocido fuera de ciertos círculos arquitectónicos y paisajísticos prácticos y académicos.
Otros libros de Eckbo incluyen Landscape for Living y Urban Landscape Design.
Linda Jewell, profesora de arquitectura de paisaje en la Universidad de California, Berkeley, enseña que los libros de Eckbo siempre contenían numerosas ilustraciones de sus observaciones y posiciones teóricas. Algunas de las ilustraciones reflejaban proyectos reales, otras eran propuestas que Eckbo pensaba que deberían ser reales, dijo:
"Siempre fue un defensor de la clase baja". "Todo lo que hizo tenía una agenda social detrás".
A pesar de que abandonó el diseño cuando cumplió los 80 años, continuó escribiendo durante varios años después, incluyendo People in a Landscape, una suma de principios humanísticos que en el momento en la década de finales de 1990 puede haber parecido una novela a una generación que creció en un clima muy diferente para el diseño en el ámbito público que las transformaciones sociales y económicas que Eckbo vivió durante la Gran Depresión y el período posterior a la guerra.
```
  "Los supuestos guardianes del paisaje ven lo que llamamos buen sentido como una intrusión en sus prerrogativas, dijo Eckbo. Ese es el sentimiento que sienten las personas que hacen dinero explicándolo, en el verdadero espíritu de empresa. Lo que debería suceder en el próximo siglo es una comprensión en desarrollo de las relaciones básicas entre la sociedad y la naturaleza. Existe un ideal social que está muy destrozado pero que aún existe, y es que todos debemos trabajar juntos de manera cooperativa. Esa es una idea simple y poderosa."
[
9
]
```

## Proyectos seleccionados
- 1935: Landscape design for architect Edwin Lewis Snyder, Berkeley, CA
- 1938-44: Housing for migrant workers in California, Arizona and Texas
- 1946: Park Planned Homes[10] (architect: Gregory Ain), Altadena, CA
- 1947-48: Community Homes (architect: Gregory Ain), Reseda, CA (unbuilt)
- 1947: Ladera Cooperative (architects: John Funk and Joseph Allen Stein), Palo Alto, CA
- 1948: Avenel Homes (architect: Gregory Ain), Los Ángeles, CA
- 1948: Mar Vista Housing (architect: Gregory Ain), Los Ángeles, CA
- 1952: Alcoa Forecast Garden (Eckbo residence), Los Ángeles, CA
- 1962: Long-range development plan for the University of New Mexico[11]
- 1964-68: Union Bank Plaza (architect: Harrison & Abramovitz), Los Ángeles, CA
- 1966: Fulton Mall, Fresno, California
- 1968: Lodhi Garden (architect: Joseph Allen Stein), New Delhi, India
- 1970: Tucson Community Center, Tucson, AZ

## Publicaciones
- 1950: Landscape for Living (Duell, Sloan & Pearce)
  - "a seminal book in landscape architecture"[12]
  - republished in 2002 (Hennessey & Ingalls)
- 1956: Art of Home Landscaping (McGraw-Hill)
- 1964: Urban Landscape Design (McGraw-Hill)
- 1969: The Landscape We See (McGraw-Hill)